# Mandelbrotov skup
Mandelbrotov skup je skup točaka c kompleksne ravnine za koje je Julijin skup (u užem smislu) povezan. Dobio je ime po francusko-američkom matematičaru Benoîtu Mandelbrotu.

## Konstrukcija
U Julijin skup (u užem smislu), kao što je već rečeno, može se uvrstiti bilo koji kompleksni broj c. Ovisno o tom broju, Julijin skup može biti povezan ili nepovezan. Ako na kompleksnoj ravnini označimo sve brojeve c pomoću kojih se dobiva povezan Julijin skup, definirali smo Mandelbrotov skup. Mandelbrotov se skup može prikazati na isti način na koji se najčešće prikazuje Julijin skup – bojeći točke koje pripadaju skupu crno, a ostale u raznim nijansama ovisno o tome koliko brzo divergiraju.

## Svojstva

### Osnovna
Mandelbrotov je skup zatvoren skup kojemu su sve točke unutar (zatvorenog) kruga polumjera 2 sa središtem u ishodištu. Štoviše, točka c pripada Mandelbrotovom skupu ako i samo ako vrijedi {\displaystyle |f_{c}^{n}(0)|\leq 2} za sve {\displaystyle n\geq 0}. Drugim riječima, ako je apsolutna vrijednost {\displaystyle f_{c}^{n}(0)} za neki {\displaystyle n\geq 0} veća od 2, niz će težiti u beskonačnost (divergirati). Presjek Mandelbrotovog skupa s realnom osi daje interval [−2, 0.25]. Površina se procjenjuje na 1.506 591 77 ± 0.000 000 08, te se vjeruje da je jednako {\displaystyle {\sqrt {6\pi -1}}-e=1.506591651\ldots }

### Samosličnost
Mandelbrotov je skup kvazi samosličan (vidi Podjela fraktala) jer se u njemu pojavljuju izmijenjene verzije njega samog. Izmijenjene su uglavnom zbog skupova točaka koji "vire" iz njih povezujući ih s glavnim dijelom (dio 1 u podnaslovu ispod, slika desno).

### Atraktori perioda-n
Zanimljivo je da u području označenu brojkom 1 na slici sa strane svaka točka konvergira samo jednoj vrijednosti (ne nužno istoj za svaku točku), odnosno tijekom iteracija stvara atraktor perioda-1 (vidi Bifurkacijski dijagram populacijske jednadžbe). Na području 2 svaka točka čini atraktor perioda-2. U Mandelbrotovom skupu postoji barem jedno područje za atraktor perioda-n, {\displaystyle n\in \mathbb {N} }. Područja koja su izravno spojena s područjem 1 tvore atraktor perioda-n ako iz njih "viri" n-1 "antena":

### Galerija uvećavanja
Svaka slika predstavlja jedan uvećani dio prethodne. Vidljiva je beskonačna složenost skupa i bogatstvo geometrijskih struktura. Uvećanje zadnje slike u odnosu na prvu je otprilije 60 000 000 000 : 1. Na prosječnom monitoru zadnja slika bi bila dio Mandelbrotovog skupa promjera oko 20 milijuna kilometara.
| početak   | 1. korak  | 2. korak  | 3. korak  | 4. korak  |
| 5. korak  | 6. korak  | 7. korak  | 8. korak  | 9. korak  |
| 10. korak | 11. korak | 12. korak | 13. korak | 14. korak |

## Varijacije
Moguće je napraviti Mandelbrotov skup pomoću funkcije {\displaystyle f(z_{n-1})=z_{n}^{b}+c,b>2}. Takvi se skupovi popularno nazivaju multibrot skupovima.

## Vanjske poveznice
- "Mandelbrot set – The most advanced online generator"